# More Demi Moore

Обложка журнала Vanity Fair 1991 года с беременной Деми Мур

More Demi Moore — ню-фотография беременной Деми Мур, созданная Энни Лейбовиц и напечатанная на обложке августского номера журнала Vanity Fair в августе 1991 года.
Обложка вызвала сенсацию в американском обществе, стала причиной для скандалов, пародий, но и оказала сильное культурное влияние на восприятие беременности в обществе. Если беременность до этого воспринималась как что-то неуклюжее и непристойное, что стоит скрывать от общественности, то фотография Деми Мур гламуризировала беременность, запустила тренд на демонстрацию беременных животов в стиле ню среди других звёзд и положила начало моде фотографирования беременных. More Demi Moore стала одной из самых популярных журнальных обложек всех времён и одной из самых известных работ Лейбовиц.

## Предпосылки
К моменту создания фотографии Деми Мур была восходящей кинозвездой, вышедшей замуж за Брюса Уиллиса в 1987 году. В 1988 году у них родилась дочь Румер Уиллис. В честь этого события они заказали у трёх фотографов фотосессию, сами фотографии предназначались для шести друзей звезды. В 1990 году Мур снялась в фильме «Привидение», получив гонорар в размере 750 000 долларов, затем — два с половиной миллиона долларов за роли в фильмах «Жена мясника» и «Смертельные мысли». Размер гонораров заметно вырос после выпуска фотографии с изображением беременной Мур и составил три миллиона долларов за участие в фильме  «Несколько хороших парней» и по пять миллионов долларов за роли в фильмах «Непристойное предложение» (1993) «Разоблачение» (1994) и «Алая буква» (1995).
Энни Лейбовиц к этому моменту уже давно работала профессиональным фотографом, создавая с 1973 по 1983 годы снимки для журнала Rolling Stone, затем она перешла работать в журнал Vanity Fair. В 1991 году она организовала свою первую выставку фотографий Annie Leibovitz Photographs 1970-1990 в национальной портретной галереи США в Вашингтоне. Выставка также проводилась в Нью-Йорке в Международном центре фотографии вплоть до 1 декабря 1991 года.

## Создание фотографии
Изначально редактор Vanity Fair Тина Браун поручила Лейбовиц устроить фотосессию Деми Мур в обтягивающем платье. Но в этот момент звезда уже была беременна вторым ребёнком, поэтому было решено сфотографировать звезду выше пояса. Стоит заметить, что ещё в то время в СМИ не было принято демонстрировать беременность, а женщины скрывали животы под свободной и закрытой одеждой. Тина Браун задумала переломить эту традицию и решила опубликовать фотографию c беременной Мур в обтягивающей одежде, которая бы подчёркивала её беременность. Лейбовиц в рамках фотосессии сделала также несколько других более откровенных фотографий, которые предназначались не для публикации, а для Мур и её мужа Брюса Уиллиса. На момент создания фотографии Мур было 28 лет, она была на седьмом месяце беременности своей второй дочерью. Лейбовиц сделала несколько фотографий, среди которых, например, Мур носит кружевное нижнее бельё, одета в пеньюар или позирует совсем голой с бриллиантовым кольцом. 
Идея заключалась в том, чтобы изобразить беременную знаменитость сексуальной, гордой и смелой в противовес традиционному представлению Голливуда, изображавшего беременных женщин неуклюжими и непривлекательными. Хотя эти фотографии не предназначались для журнала, Тина Браун, увидев их, загорелась желанием опубликовать фотографию без одежды, утверждая что она просто требует того, чтобы её поместили на обложку журнала. Идею с восторгом поддержала и сама актриса, хотя беременность в то время считалась чем-то отталкивающим, а изображение голой беременной женщины — морально неприемлемым. Мур заявляла, что чувствовала тогда себя красивой, гламурной и свободной. Она хотела продемонстрировать своё чувство причастности к обществу, не только к семейному кругу. Мур назвала фотографию здравым феминистским манифестом. Идею поддержал Сэмюэл Ирвинг Ньюхаус — директор Advance Publications, издателя Vanity Fair. 
Тина Браун, главный редактор Vanity Fair понимала, что эта обложка наверняка вызовет скандал, и предполагала, что это станет причиной падения продаж. Многие ритейлеры предупредили, что откажутся продавать журнал с такой обложкой, поэтому было решено завернуть журналы с Мур в белые конверты, скрывающие фотографию ниже лица. Некоторые издания были завёрнуты в коричневые обёртки — символ озорства или непослушания.

## Реакция
Обложку увидели 100 миллионов человек. Впервые фотография обнажённой беременной женщины была представлена не как нечто неуклюжее и отталкивающее, а как сексапильное. Фотография стала сенсацией и превратилась в главную информационную повестку в США. Её обсуждали газеты, радио, телевидение. Звучали как восхищение, так и жёсткая критика по самым разным причинам. Журнал обвиняли в непристойности и хвалили за сексуальную объективацию, а также за то, что он улучшает восприятие женского тела в массовой культуре, то есть способствует расширению женских прав. Часть общественности с восторгом приняла новый образ беременной знаменитости, сексуальной и гордой. Одновременно обложка спровоцировала множество споров в телевизионных и радиопередачах. Были выпущены полторы тысячи гневных статей и десятки унижающих карикатур. 
Многие магазины и газетные киоски отказались продавать августовский номер, журнал отказалась продавать торговая сеть Walmart. Другие магазины прятали его в обёртки для порножурналов. Это не помешало журналу побить рекорды продаж, сбыт составил более миллиона копий, что было примерно на 500 000 копий больше, чем обычные тиражи. Vanity Fair также приобрела более 75 000 новых подписчиков

## Влияние
Я невероятно горжусь тем, что мы сделали для женщин, освободив их от одежды для беременных и освободив их от мысли что беременность — это что-то, что стоило бы прикрывать
Оригинальный текст (англ.)It’s one of my proudest things that we did for women, because it really liberated women from maternity clothes. And it also liberated women from a sense that pregnancy was something to be sort of covered up

— Тина Браун, редактор Vanity Fair
More Demi Moore оказала колоссальное влияние на восприятие женского тела в западной культуре, так как впервые демонстрировала сексуальное беременное тело и бросила вызов представлениям о беременном теле как об антисексуальном, гротескном и неуклюжем. Ранее беременность воспринималась как отталкивающее и смущающее явление. Ещё в 1970-е годы беременным женщинам подобало носить свободную, скрывающую фигуру одежду, вести себя скромно и отказываться от публичной жизни, если это были модели или актрисы; беременных женщин отправляли в неоплачиваемый декрет, чтобы они «не смущали» своим видом коллег или учеников. Такое отношение к женщинам в положении вытекало из традиционного представления, бытующего c викторианской эпохи, поскольку беременная женщина переставала быть предметом воздыхания для мужчин и становилась сосудом, созданным для рождения нового человека. Беременность противопоставлялась образу стройной девственной красоты и выступала очевидным признаком лишения женского целомудрия, которого стоило стесняться и прикрывать.  
Несмотря на скандальность фотографии, она положила начало моде среди других знаменитостей позировать в обнажённом или полуобнажённом виде во время поздних сроков беременности. В частности, первыми это сделали Кристина Агилера и Бритни Спирс, чьи фотографии демонстрировались на билбордах, это в свою очередь также вызвало массовые общественные споры.
Почти через десять лет беременная знаменитость появилась в журнале Newsweek.
В конце концов начиная с в 2000-х годов, эротические фотографии беременных моделей стали показывать на своих обложках журналы Vogue и Harper's Bazaar, журнал Star выпустил журналы с обложками беременных знаменитостей — Кэти Холмс, Гвен Стефани, Гвинет Пэлтроу и Анджелины Джоли.
После этого множество знаменитостей фотографировались для журналов и массовость этого явления перестала вызывать общественные споры. В какой-то момент это вылилось в моду и стало для знаменитостей одним из способов привлечь к себе внимание. 
Мода на эротические фотографии беременных знаменитостей после More Demi Moore кардинально поменяла общественное восприятие беременных женщин — этот образ смог преодолеть запрет на гламурность. В 2000-е годы, когда фотографии беременных знаменитостей стали массовым явлением, возникла мода среди населения на фотосессии беременных женщин, что положило начало целой бизнес-отрасли, оказывающей услуги по созданию профессиональных фотографий беременных женщин. Сама фотография беременной Мур признана культовой. После публикации фотографии выросло поколение людей, не знающих о восприятии беременной женщине как чего-то постыдном или отталкивающего, которым сложно понять суть конфликта, возникшего вокруг публикации More Demi Moore. Американское общество редакторов поставило её на второе место среди лучших обложек за последние 40 лет. 
Начиная с 2010-х годов, новый образ беременной женщины, заданный Мур, стал подвергаться всё большей критике за продвижение нереалистичных и даже деструктивных идеалов красоты. Беременных женщин на фотографиях принято изображать худыми помимо крупного живота, с идеальным и неизменённым телом, в то время как реальная беременность часто сопровождается значительным набором веса, появлением растяжек и другими явными физиологическими изменениями, которых по-прежнему принято стыдиться и которые обсуждаются только в рамках движения бодипозитива. Беременные женщины ощущают давление общества, которое считает, что женщины во время беременности должны сохранять идеальное тело, а после родов выглядеть подтянутыми, словно беременности не было.